# 가시와시
가시와시(일본어: 柏市)는 일본 지바현의 북서부에 있는 시이다.

## 지리
북부에는 태평양으로 흘러가는 도네강(利根川)이 흐르고 있으며, 그를 사이에 두고 이바라키현(茨城県)과 인접하고 있다. 또한 동쪽에는 약 30년 동안 일본에서 제일 오염이 심한 호수로 유명했던 데가누마(手賀沼)가 있다.
1960년대 이후 대규모 주택단지가 만들어짐으로써 도쿄의 위성 도시로 인구가 급증했다. 또한 1973년에 대형 백화점인 소고우와 다카시마야가 진출함으로써 상업도시로 발전하게 되었다.
JR 조반선(常磐線)과 도부 철도(東武鉄道) 노다선(野田線)이, 또 국도 6호선(도쿄도 주오구 - 미야기현 센다이시)과 16호선(수도권 환상선)이 교차하는 등 교통편이 편리해 상업 집적이 더욱 진행되고, 2001년 현재 주변 지역을 포함한 상업 인구는 230만 명을 넘고 있으며 지바현 북서부에서 유수한 상업도시가 되고 있다.
또한 시 교외의 네 곳에 공업 단지가 조성되고 식품, 음료수, 기계, 금속과 같은 제조업이 번성한 반면에 도쿄 근교 농업지역으로서 순무, 파, 시금치, 배 등의 생산도 번성하다.
1995년 일본 프로축구 J리그의 1부 리그로 승격한 가시와 레이솔이 가시와시를 본거지로 활동하고 있으며 가시와 레이솔로 인해 그때까지 전국적으로 낮았던 가시와시의 지명도를 크게 향상시켰다.

## 인접한 자치체
- 마쓰도시
- 아비코시
- 가마가야시
- 노다시
- 나가레야마시
- 인자이시
- 시로이시
- 이바라키현
  - 도리데시
  - 모리야시

## 역사
- 1954년 9월 1일 - 1정 2촌과 합병해 시로 승격하였다.
- 2005년 3월 28일 - 인접했던 히가시카쓰시카군(東葛飾郡) 쇼난정(沼南町)을 편입하였다.

## 교통

### 철도
- 동일본 여객철도 조반선
- 도부 철도 노다선
- 수도권 신도시 철도 쓰쿠바 익스프레스

### 도로
- 고속도로: 조반 자동차도
- 국도: 국도 6호선, 국도 16호선, 국도 294호선

## 인구
| 연도 | 인구    | ±%      |
| ---- | ------- | ------- |
| 1950 | 49,159  | —       |
| 1960 | 75,594  | +53.8%  |
| 1970 | 169,115 | +123.7% |
| 1980 | 272,904 | +61.4%  |
| 1990 | 347,002 | +27.2%  |
| 2000 | 373,778 | +7.7%   |
| 2010 | 404,079 | +8.1%   |